# Катранові
Катранові (Squalidae) — родина акул ряду Катраноподібні (Squaliformes).

## Опис
Зуби на обох щелепах однакові, одновершинні, гострі. Забарвлення мишасте, спина темніша, з боків тіла рідкісні білі плямочки, черево світле. Довжина до 208 см, переважно — 100–140 см і вага до 15 кг. Спинних плавців 2, кожен спереду з сильною шпилькою. Анальний плавець відсутній. Зябрових щілин 5, розташованих попереду основи грудних плавників. Морські риби.

## Поведінка
Зазвичай тримається зграями в придонних шарах води, але зустрічається і у поверхні. Статева зрілість у самиць в Чорному морі настає у віці 17 років, при довжині 125–130 см, у самців — 13-14 років, при довжині 100–110 см. Живородна риба. Запліднення внутрішнє. Спаровування навесні, в квітні — травні, на глибині 40-90 м. Яйця розвиваються в тілі самиці 6-18 місяців. Діаметр яйця 4 см Мальки з'являються взимку і весною (Чорне море), навесні і літом (північні моря) і у кінці літа (Японське море). Розміри їх близько 27 см, рідше до 33 см. Одна самиця викидає від 6 до 29 мальків. Живиться дрібною рибою (оселедець, хамса, ставрида, бички, молодь тріскових), а також ракоподібними (креветки, краби, бокоплави) і молюсками (восьминоги, кальмари). Здійснює значні сезонні міграції, підходячи для народження молоді до берегів, а також добові вертикальні переміщення, дотримуючись днем донних шарів води, а вночі піднімаючись до поверхні. Тривалість життя до 25 років.

## Господарське значення
Невелике. Ловлять тралами, мережами, гачковими снастями, ставними і закидними неводами. Завдає шкоди промислу, псуючи знаряддя лову і рибу, що потрапила в них.